# Lee-Metford
Гвинтівка Лі-Метфорда (англ. Lee-Metford Magazine Rifle) — британська армійська гвинтівка з поздовжно-ковзним затвором. Перша магазина гвинтівка британської армії. Прийнята на озброєння 22 грудня 1888 року під позначенням Magazine Rifle, Mark I, замінивши у військах однозарядну гвинтівку Мартіні-Генрі. Менш ніж за десять років гвинтівка Lee-Metford поступилась гвинтівці Lee-Enfield, яка фактично являла собою гвинтівку Lee-Metford з іншим стволом.

## Конструкція

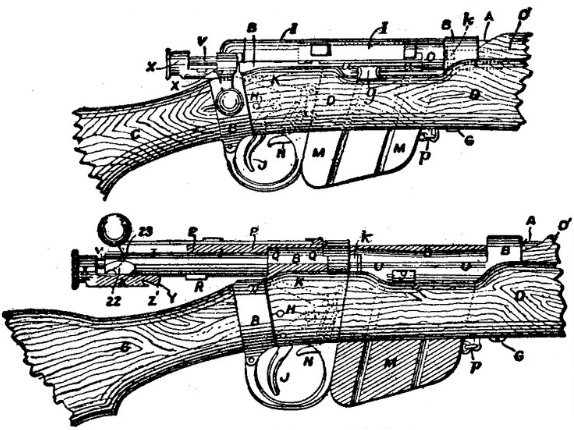
Затвор гвинтівки Lee-Metford

Магазинна гвинтівка «Lee-Metford» (MLM) поєднувала затворну схему Джеймса Пейріса Лі і конструкцію ствола з сімома нарізами Вільяма Метфорда. Важливим удосконаленням був ковзний затвор Лі. Винесена назад рукоять затвора розташовувалася вище спускового гачка і дозволяла стрільцю швидше справлятися зі зброєю. Кут повороту руків'я скоротився до 60 градусів проти 90 градусів у деяких сучасних французьких і німецьких гвинтівок. Був введений з'ємний коробчастий магазин збільшеної місткості замість невід'ємного за типом Манліхера. Неглибока полігональна нарізка каналу ствола Метфорда перешкоджала утворенню нагару. Кавалерійський карабін Lee-Metford відрізнявся від гвинтівки Lee-Metford зменшеною довжиною та магазином на 6 набоїв.

## Заміна на  «Lee-Enfield»
Незважаючи на прогресивні конструкційні зміни, гвинтівка була розроблена з розрахунком на набої .303, споряджені застарілим димним порохом. Набої, які з'явилися незабаром під бездимний порох (кордит, баллістит, райфлліт), не демаскували стрільця і давали велику початкову швидкість кулі. Однак, як показали випробування «Lee-Metford», для нових набоїв потрібні глибші нарізи через сильний знос ствола, що приходив в непридатність вже після 5 тисяч пострілів. Внаслідок цієї невідповідності конструкції, а також затримки виробництва кордита, військам довелося тимчасово використовувати набої з димним чорним порохом для наявної зброї.
У ході недовгої служби удосконаленням піддалися магазин (збільшений з 8 до 10 патронів), прицільні пристосування і запобіжник.
Гвинтівка, яка прийшла на заміну, «Lee-Enfield» в цілому успадкувала конструкцію попередниці, але була адаптована до набоїв бездимного пороху. З 1895 року гвинтівка «Lee-Metford» стала замінюватися на «Lee-Enfield». Деяка кількість гвинтівок було розточено і приведено до стандарту «Lee-Enfield» модифікації SMLE. Комерційне виробництво спортивної моделі тривало до Другої світової війни.

## Варіанти
Піхотні гвинтівки:
- Magazine Rifle, Mark I (1888 р.) — набої димного пороху, магазин на 8 набоїв[3][4].
- Lee-Metford Magazine Rifle, Mark I (1891 р.) — перейменований перший варіант гвинтівки[3].
- Lee-Metford Magazine Rifle, Mark I* (1892 р.) — набої бездимного пороху[4].
- Lee-Metford Magazine Rifle, Mark II (1892 р.) — магазин на 10 набоїв[4].
- Lee-Metford Magazine Rifle, Mark II* (1895 р.) — важіль запобіжника розташований на курку[4].
- Charger-loading Lee-Metford Magazine Rifle (1907 р.) — гвинтівки Лі-Метфорда перероблені під спорядження магазина за допомогою обойм[3].

Кавалерійські карабіни:
- Lee-Metford cavalry carbine[2].
- Magazine Lee-Metford Carbine Mk I[5].

## Використання

### Повстання махдистів у Судані
Технічна перевага британських солдатів, використання скорострільних магазинних гвинтівок і кулеметів Максима забезпечило перемогу при Омдурмані (1898).

### Англо-бурська війна

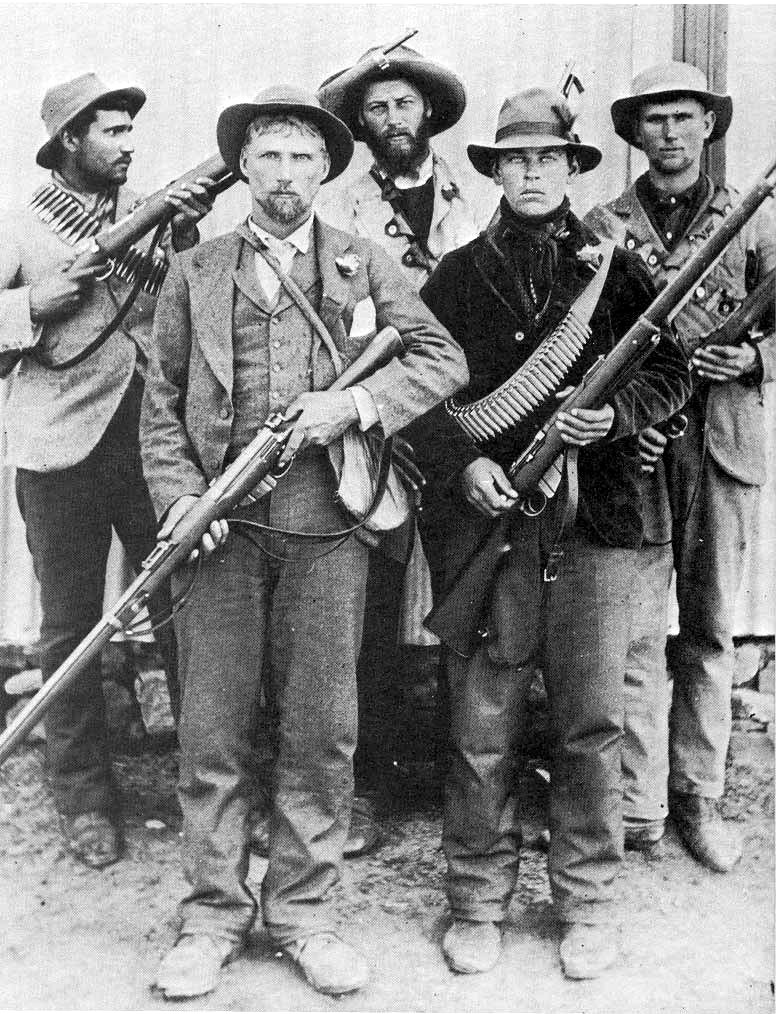
Група Бурські командос. Перші два тримають трофейні Lee-Metford.

Заміна гвинтівки на нову модель затягнулася на кілька років, і «Lee-Metford» ще перебувала на озброєнні в деяких полках до початку другої англо-бурської війни (1899). Зіткнення з цивілізованим противником, оснащеним сучасною зброєю (Маузер 1895), виявило слабкі сторони британської тактики і недоліки власне гвинтівки. Британці відчутно програвали в точності на дистанціях понад 360 метрів. Досвід війни був узагальнений в проекті маузероподібної гвинтівки «Pattern 1913 Enfield», який не був реалізований через світової війни.

### Церемоніальна зброя
Зараз «Лі-Метфорд» прийнята як церемоніальна зброя в роті Атхольских шотландських стрільців.

## Автоматична гвинтівка Чарльтона
Деяке число старих екземплярів «Lee-Metford» і «Lee-Enfield» були перероблені в дослідні самозарядні гвинтівки, наприклад, за проектом Хауелла або за проектом Райдера (ПАС, 1940). Більш відома конструкція автоматичної гвинтівки, запропонована новозеландським інженером Філіпом Чарльтоном.
Під час Другої Світової війни велика частина новозеландських підрозділів діяла далеко від батьківщини, в північній Африці. Вступ Японії у війну створило загрозу островам і виявило нестачу кулеметів для місцевої оборони. Недолік ручних кулеметів «Bren» змусив шукати способи переробки старого озброєння в автоматичне. З 1942 року для новозеландського уряду було виготовлено понад 1500 одиниць, зроблених, зокрема, і з гвинтівок «Lee-Metford».
Невелике число перероблених гвинтівок збереглося в музеях і приватних колекціях.

## «Хвилина божевілля»
Термін «Хвилина божевілля» відноситься до довоєнного нормативу, який вимагає від британських солдатів робити 15 прицільних пострілів за хвилину по 30 см цілі на 270 метрах. Зафіксований в 1914 році рекорд швидкострільності становить 38 пострілів і належить інструктору сержант-майору Сноксхоллу. Під час світових воєн солдати нерідко перекривали норматив «хвилини божевілля».